# Џ

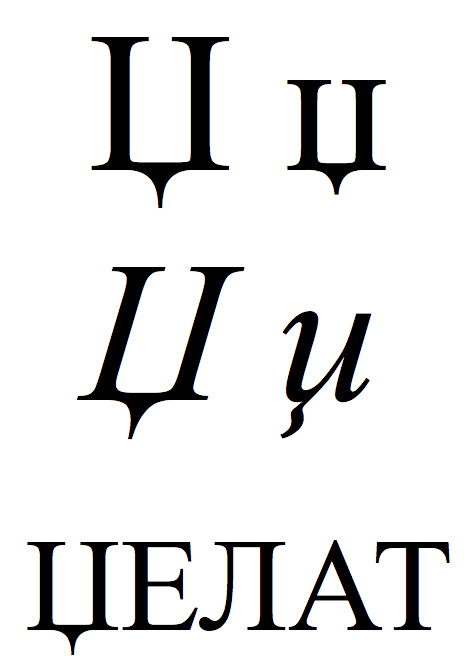
Dạng chữ thường và chữ nghiêng của dzhe, bao gồm cả từ dzhelat (nghĩa là đao phủ).

Dzhe (Џ џ, chữ nghiêng: Џ џ) là một chữ cái trong bảng chữ cái Kirin, được sử dụng trong tiếng Macedonia và các biến thể của tiếng Serbia-Croatia (tiếng Bosnia, tiếng Montenegro và tiếng Serbia) để đại diện cho âm /d͡ʒ/, giống như cách phát âm của j trong “jump”.
Dzhe tương ứng với các chữ ghép дж hay чж, hay với các chữ: Che với nét gạch đuôi (Ҷ ҷ), Che với nét dọc (Ҹ ҹ), Khakassia Che (Ӌ ӌ), Zhe với dấu trăng (Ӂ ӂ), Zhe với dấu hai chấm (Ӝ ӝ), hoặc Zhje (Җ җ).
Trong phiên bản chữ Latinh của tiếng Serbia-Croatia, nó tương ứng với chữ ghép dž, giống như chữ ghép lj và nj, được coi là một chữ cái duy nhất, kể cả trong trò chơi ô chữ và cho mục đích đối chiếu.
Tiếng Abkhaz sử dụng nó để đại diện cho âm /ɖʐ/. Chữ ghép џь được sử dụng để thể hiện âm /dʒ/ .

## Lịch sử
Chữ Dzhe lần đầu tiên được sử dụng trong bảng chữ cái Kirin România từ thế kỷ 15, như một dạng sửa đổi của chữ ч. Những người ghi chép Serbia bắt đầu sử dụng nó trong thế kỷ 17. Vuk Stefanović Karadžić đã đưa nó vào cải cách chữ Kirin của mình, khi chữ cái này được sử dụng rộng rãi.

## Các chữ cái liên quan và các ký tự tương tự khác
- Dž: Chữ ghép Dž
- J j: Chữ Latinh J
- G g: Chữ Latinh G
- Ӂ ӂ: Chữ Kirin Ӂ
- Ӝ ӝ: Chữ Kirin Ӝ
- Җ җ: Chữ Kirin Җ
- Ц ц: Chữ Kirin Ц
- Ч ч: Chữ Kirin Ч
- Ҷ ҷ: Chữ Kirin Ҷ
- Ӌ ӌ: Chữ Kirin Ӌ
- Ҹ ҹ: Chữ Kirin Ҹ

## Mã máy tính
| Kí tự               | Џ                            | Џ                            | џ                          | џ                          |
| ------------------- | ---------------------------- | ---------------------------- | -------------------------- | -------------------------- |
| Tên Unicode         | CYRILLIC CAPITAL LETTER DZHE | CYRILLIC CAPITAL LETTER DZHE | CYRILLIC SMALL LETTER DZHE | CYRILLIC SMALL LETTER DZHE |
| Mã hóa ký tự        | decimal                      | hex                          | decimal                    | hex                        |
| Unicode             | 1039                         | U+040F                       | 1119                       | U+045F                     |
| UTF-8               | 208 143                      | D0 8F                        | 209 159                    | D1 9F                      |
| Tham chiếu ký tự số | &#1039;                      | &#x40F;                      | &#1119;                    | &#x45F;                    |
| Code page 855       | 155                          | 9B                           | 154                        | 9A                         |
| Windows-1251        | 143                          | 8F                           | 159                        | 9F                         |
| ISO-8859-5          | 175                          | AF                           | 255                        | FF                         |
| Macintosh Cyrillic  | 218                          | DA                           | 219                        | DB                         |